# 4304 Geichenko
4304 Geichenko eller 1973 SW4 är en asteroid i huvudbältet som upptäcktes den 27 september 1973 av den ryska astronomen Ljudmila Tjernych vid Krims astrofysiska observatorium på Krim. Den är uppkallad efter den sovjetiske Pusjkin-forskaren Semjon Gejtjenko (1903-1993).
Asteroiden har en diameter på ungefär åtta kilometer.